# Otto Schöpp
Arnold Otto Schöpp (ur. 4 czerwca 1907 w Sebeș, zm. 29 stycznia 1973 w Sybinie) – rumuński lekkoatleta, skoczek wzwyż i płotkarz. Reprezentant kraju podczas igrzysk w Amsterdamie (1928). W konkurencji biegu na 110 metrów przez płotki odpadł w pierwszej rundzie, a w konkursie skoku wzwyż został sklasyfikowany na 28. miejscu.
Popełnił samobójstwo
.

## Rekordy życiowe
- Bieg na 110 metrów przez płotki – 16,2 (1930)
- Skok wzwyż – 1,80 (1927)